# NGC 5400
NGC 5400 (również PGC 49869) – galaktyka eliptyczna (E-S0), znajdująca się w gwiazdozbiorze Panny. Odkrył ją William Herschel 15 kwietnia 1787 roku. Jest to galaktyka z aktywnym jądrem.